# إيفي ريتشاردسون
إيفي ريتشاردسون (بالإنجليزية: Ivie Richardson)‏ هو لاعب كرة مضرب جنوب أفريقي، ولد في 16 يناير 1895 في فيرينخن في جنوب أفريقيا، وتوفي في 10 يناير 1960.

## وصلات خارجية
- إيفي ريتشاردسون على موقع رابطة محترفي التنس (الإنجليزية)
- إيفي ريتشاردسون على موقع الاتحاد الدولي لكرة المضرب (الإنجليزية)
- إيفي ريتشاردسون على موقع كأس ديفيز (الإنجليزية)
- إيفي ريتشاردسون على موقع خلاصة التنس.كوم (الإنجليزية)
- إيفي ريتشاردسون على موقع أوليمبيديا (الإنجليزية)